# Ariel Atkins
Ariel Asante Atkins (ur. 30 lipca 1996 w Dallas) – amerykańska koszykarka występująca na pozycji rzucającej, reprezentantka kraju, obecnie zawodniczka Izmit Belediyespor, a w okresie letnim Washington Mystics w WNBA.
23 czerwca 2018 została zawodniczką InvestInTheWest AZS AJP Gorzów Wielkopolski.
26 lutego 2021 przedłużyła umowę z Washington Mystics.

## Osiągnięcia
Stan na 19 lutego 2022, na podstawie, o ile nie zaznaczono inaczej..

### NCAA
- Uczestniczka rozgrywek:
  - Elite 8 turnieju NCAA (2016)
  - Sweet 16 turnieju NCAA (2015–2018)
- Zaliczona do:
  - składu All-American Honorable Mention (2017 przez WBCA, 2018 przez WBCA, Associated Press)
  - I składu:
    - Big 12 (2017, 2018)
    - defensywnego Big 12 (2017, 2018)
    - turnieju:
      - Big 12 (2018)
      - NCAA Bridgeport All-Regional (2016)

    - najlepszych pierwszorocznych zawodniczek Big 12 (2015)
    - WBCA All-(2017, 2018)

  - II składu Big 12 (2016)
- Liderka Big 12 w przechwytach (2017)

### WNBA
- Mistrzyni WNBA (2019)
- Wicemistrzyni WNBA (2018)
- Zaliczona do:
  - I składu debiutantek WNBA (2018)
  - II składu defensywnego WNBA (2018, 2019[7], 2020[8], 2021)[9]
- Uczestniczka meczu gwiazd – kadra USA vs gwiazdy WNBA (2021)[10]

### Inne
Drużynowe
- Wicemistrzyni Polski (2019)[11]

Indywidualne
- Zawodniczka miesiąca TBLK (listopad 2018)[12]

### Reprezentacja
- Mistrzyni:
  - olimpijska (2020)[13]
  - Ameryki U–18 (2014)
  - turnieju – U–24 Four Nations Tournament (2017)